# Ligue de Midi-Pyrénées de football
La Ligue de Midi-Pyrénées de football était une Ligue régionale de football dépendant de la Fédération française de football. Elle est créée en 1920 sous le nom de Ligue du Midi de football association et est chargé d'organiser les compétitions de football au niveau du Midi-Pyrénées.
À sa création, la Ligue du Midi regroupe des clubs de la future région Midi-Pyrénées amputé d'une partie des clubs aveyronnais, gersois et haut-pyrénéens mais incluant une partie des clubs audois. En 1977 la LMFA devient la Ligue de Midi-Pyrénées de football et les ligues du sud de la France sont calqués sur les régions administratives ce qui provoque des migrations de clubs entre les anciennes Ligue du Sud-Est et Ligue du Sud-Ouest, et la nouvelle Ligue de Midi-Pyrénées. Le 19 novembre 2016, lors de deux assemblées générales extraordinaire en parallèle, la Ligue de Midi-Pyrénées absorbe la Ligue du Languedoc-Roussillon pour former la Ligue de football d'Occitanie.
La LMPF qui avait son siège à Castelmaurou, comptait neuf districts calqués sur les départements de l'Ariège, de l'Aveyron, du Gers, des Hautes-Pyrénées, du Lot, du Tarn, du Tarn-et-Garonne et sur une subdivision de la Haute-Garonne.
La Ligue s'occupait également d'organiser les premiers tours de la Coupe de France de football et de gérer le football féminin régional.

## Histoire

### 1906-1919: Origines
Depuis 1904, le sport midi-pyrénéen (et notamment le football) est géré par le Comité du Sud[Information douteuse] de l'USFSA basé à Toulouse. Il prend en charge les affaires du football dès la saison 1904-1905, organisant le 1er championnat USFSA des Pyrénées remporté par le SOE toulousain. Les Toulousains remportent d'ailleurs tous les championnats entre 1905 et 1914.
La Grande Guerre met le football entre parenthèses en 1914, mais dès mars 1916, les activités du Comité des Pyrénées de l’USFSA reprennent sous l’impulsion d’un comité régional provisoire pour les temps de guerre. Mais l'USFSA perd sa suprématie en matière de football avec la création de la Ligue du Midi de Football Association (LMFA) en novembre 1916 que les plus grands clubs midi-pyrénéen rejoignent pour créer un championnat du Languedoc entre 1917 et 1919.
Cependant, l'USFSA et la LMFA n'ont pas l'exclusivité du football en Midi-Pyrénées, puisque la FGSPF qui fédère les patronages catholiques, met également en place un championnat.

### 1920-1977: La Ligue du Midi
La Ligue est créée en 1920.. Il y a deux déclarations d'association au Journal Officiel de la république, le 21 janvier 1921 et le 7 juillet 1924.
Le premier président élu de cette assemblée est Pierre Marre, qui installe le siège de la Ligue au no 14 arcades du Capitole à Toulouse. Il faut néanmoins attendre 1929, pour voir apparaître la Division d'Honneur du Midi comme compétition phare de la Ligue.[réf. nécessaire]
En 1930, Edouard Laguerre succède à Pierre Marre, alors que la Ligue compte 820 licenciés répartis au sein de 74 clubs et que le siège est déplacé au 9 Arcades du Capitole.[réf. nécessaire]
En 1939, Alphonse Guenard accède à la présidence de la Ligue avant de laisser sa place en 1948 à Georges Boyreau, qui va transférer le siège de la Ligue au 16 rue Saint-Ursule à Toulouse et créer en 1956 la Coupe du Midi.[réf. nécessaire]
En 1973, arrive à la tête de la Ligue un président qui va marquer l'histoire footballistique de la région. Georges Favre prend la direction d'une Ligue qui comprend 653 clubs, 32651 licenciés, 470 arbitres, 1632 équipes et 453 éducateurs diplômés. Il fonde dès 1974 les championnats régionaux Honneur juniors et cadets et participe à la création du premier championnat départemental corporatif en Aveyron. En 1976, le siège de la Ligue est transféré au no 5 rue Alexandre-Bida et voit pour la première fois apparaître une section football féminin qui débouche sur la création d'une Division Honneur féminine.

### 1977-2016: La Ligue de Midi-Pyrénées
En 1977, la Ligue change de nom et devient la Ligue de Midi-Pyrénées de football association, avec toujours à sa tête Georges Favre. La même année, les championnats régionaux des jeunes continuent leur développement avec la création de divers niveau de championnat Juniors, Cadets et Minimes.
En 1981, la Ligue quitte la capitale régionale et est transféré à Balma. Lors de la décennie qui suit, la Ligue lance de nombreuses opérations envers les jeunes pour développer le football dans une région où le rugby est la religion sportive d'une grande majorité des habitants.
C'est ainsi qu'en 1990, la Ligue atteint son 90 000e licencié et décide l'année suivante d'une refonte des championnats régionaux avec notamment la création de la Division d'Honneur Régionale. La Ligue fait également l’acquisition d'un ensemble immobilier et sportif à Castelmaurou au sein duquel en 1992 s'installe le siège de la Ligue ainsi que le Centre Technique Régional sous la direction de William Mitrano, le nouveau président de la Ligue qui met fin à près de 20 ans de présidence de Georges Favre.
Les années qui suivent sont riches en événements sportifs pour la Ligue, puisque la sélection régionale dirigée par Erick Mombaerts remporte la Coupe Nationale des 14 ans en 1992, 1997 et 1998 et que cette dernière est amenée à organiser autour du Stadium la Coupe du monde 1998.
En 2004, Michel Charrancon prend la tête de la Ligue.
En 2016, à la suite de la réforme territoriale, la FFF sous la pression du gouvernement oblige la Ligue de Midi-Pyrénées à absorber la Ligue du Languedoc-Roussillon afin de calquer l'organisation du football amateurs sur les nouvelles régions administratives. Cette fusion a lieu le 19 novembre 2016 et met fin à 96 ans de vie de la Ligue du Midi.

## Structures de la Ligue
La Ligue Midi-Pyrénées de Football comprenait des groupements sportifs ayant pour but principal ou accessoire de faire pratiquer le football.
Les ligues françaises de football ont le pouvoir de sélectionner des joueurs issus de leur championnats régionaux afin de créer une équipe régionale qui peut participer à des compétitions nationales et internationales[réf. nécessaire]. L'équipe séniors de Midi-Pyrénées a participé à la Coupe UEFA des régions depuis 1998. Sa meilleure performance a été d'atteindre la finale, battue par la sélection Paris Île-de-France en 2014.[réf. nécessaire]
Les équipes de jeunes et féminines du Languedoc-Roussillon participaient uniquement à des compétitions nationales. Dans les années 1990, la sélection régionale des moins de 14 ans dirigé par Erick Mombaerts remporte la Coupe Nationale à trois reprises, en 1992, 1997 et 1998.

## Les clubs de la Ligue au niveau national

### Palmarès principal des clubs de la LMPF
Parmi les clubs de la LMPF, seulement deux clubs ont évolué en première division.
Ces deux clubs ont le même nom mais n'ont pourtant aucun lien, il s'agit du Toulouse FC qui évolue toujours en première division en 2016 et du Toulouse FC (1937) aujourd'hui disparu, mais qui a évolué durant dix-neuf saisons dans l'élite et qui est le seul club de la région à avoir remporté un titre national avec une victoire en Coupe de France 1956-1957.
Toulouse FC (1937)
Coupe de France (1) : 1957
Domination en Midi-Pyrénées depuis 1904 à 2016
- De 1920 à 1935 : Club le mieux classé en Division d'Honneur du Midi-Pyrénées.
- De 1935 à 1937 et de 1943 à 1944 : Information non connue.
- De 1937 à 1940 : Club le mieux classé en division nationale.
- De 1940 à 1943 et de 1944 à 1945 : Club le mieux classé en championnat de guerre.
- Depuis 1945 : Club le mieux classé en division nationale.

* USC est l’abréviation de l'US Cazères, FCSG du FC Saint-Gaudinois et ASM de l'AS Montauban

### Football féminin national
| \| Légende Division 1 Division 2 Toulouse FC ASPTT Albi Rodez AF \| Clubs féminins évoluant dans des divisions nationales. |
| Légende Division 1 Division 2 Toulouse FC ASPTT Albi Rodez AF                                                              |

Cinq clubs féminins de la LMPF ont atteint un niveau national, Division 1 ou Division 2, depuis leur création en 1974.
Le Rodez AF et l'ASPTT Albi qui évoluaient lors de la saison 2016-2017, dernière saison avant la fusion au sein de la LFO, en Division 1 respectivement pour leur septième et troisième saison consécutive à ce niveau.
Le Toulouse FC qui évoluait lors de cette même saison, en Division 2, mais qui a déjà connu l'élite nationale de nombreuses saisons et remporté de nombreux titres nationaux ainsi que deux participations à la Ligue des champions féminine de l'UEFA.
L'ES Saint-Simon et l'AS Muretaine qui évoluait lors de cette même saison, en divisions régionales et ont également connu la première et la deuxième division.
Le FC Lioujas, a connu également la Division 2 durant 4 saisons consécutives. 
Palmarès national des clubs régionaux
Toulouse FC
Championnat de France (4) : 1999, 2000, 2001 et 2002
Challenge de France (1) : 2002

## Palmarès
La Division d'Honneur fondé en 1929 n'est rejointe par la Division d'Honneur Régionale au sein de la LMPF qu'à partir de 1991. Depuis 1956, la ligue organise également la Coupe du Midi.
Il existe aussi une Division d'Honneur pour les féminines depuis 1976.
| Saison                  | Division d'Honneur       | Division d'Honneur Régionale | Coupe du Midi-Pyrénées    | Division d'Honneur Féminine   |
| ----------------------- | ------------------------ | ---------------------------- | ------------------------- | ----------------------------- |
| 1929-1930               | US Cazères               |                              |                           |                               |
| 1930-1931               | US Reveloise             |                              |                           |                               |
| 1931-1932               | FC Saint-Gaudinois       |                              |                           |                               |
| 1932-1933               | US Cazères               |                              |                           |                               |
| 1933-1934               | US Reveloise             |                              |                           |                               |
| 1934-1935               | AS Montalbanaise         |                              |                           |                               |
| 1935-1936               | US Cazères               |                              |                           |                               |
| 1936-1937               | US Cazères               |                              |                           |                               |
| 1937-1938               | US Reveloise             |                              |                           |                               |
| 1938-1939               | US Cazères               |                              |                           |                               |
| Seconde Guerre mondiale |                          |                              |                           |                               |
| 1941-1942               | Stade Bagnères-de-Luchon |                              |                           |                               |
| 1942-1943               | US Cazères               |                              |                           |                               |
| Libération              |                          |                              |                           |                               |
| 1944-1945               | US Cazères               |                              |                           |                               |
| 1945-1946               | US Cazères               |                              |                           |                               |
| 1946-1947               | US Cazères               |                              |                           |                               |
| 1947-1948               | SO Mazamétain            |                              |                           |                               |
| 1948-1949               | US Bastidienne           |                              |                           |                               |
| 1949-1950               | US Saint-Gaudinoises     |                              |                           |                               |
| 1950-1951               | US Reveloise             |                              |                           |                               |
| 1951-1952               | SO Mazamétain            |                              |                           |                               |
| 1952-1953               | US Reveloise             |                              |                           |                               |
| 1953-1954               | SO Mazamétain            |                              |                           |                               |
| 1954-1955               | US Reveloise             |                              |                           |                               |
| 1955-1956               | Stade Ruthénois          |                              |                           |                               |
| 1956-1957               | US Cazères               | Montauban FC                 |                           |                               |
| 1957-1958               | Toulouse FC              | RC Cransac                   |                           |                               |
| 1958-1959               | US Saint-Gaudens         | US Albigeoise                |                           |                               |
| 1959-1960               | US Albigeoise            |                              |                           |                               |
| 1960-1961               | US Reveloise             |                              |                           |                               |
| 1961-1962               | US Tarascon              | US Cazères                   |                           |                               |
| 1962-1963               | US Cazères               | US Cazères                   |                           |                               |
| 1963-1964               | SO Mazamétain            | US Albigeoise                |                           |                               |
| 1964-1965               | ES Castraise             | US Cazères                   |                           |                               |
| 1965-1966               | US Saint-Gaudens         | US Saint-Gaudens             |                           |                               |
| 1966-1967               | Toulouse FC              | US Saint-Gaudens             |                           |                               |
| 1967-1968               | US Ariègoise             | US Saint-Gaudens             |                           |                               |
| 1968-1969               | Stade Ruthénois          | ES Castraise                 |                           |                               |
| 1969-1970               | SO Mazamet               | ES Castraise                 |                           |                               |
| 1970-1971               | US Luzenac               | US Toulouse                  |                           |                               |
| 1971-1972               | Lafrançaise Football     | SO Mazamet                   |                           |                               |
| 1972-1973               | SO Mazamet               | Lafrançaise Football         |                           |                               |
| 1973-1974               | AS Muretaine             | US Cazères                   |                           |                               |
| 1974-1975               | Montauban FC             | AS Muretaine                 |                           |                               |
| 1975-1976               | AS Muretaine             | AS Espérance                 |                           |                               |
| 1976-1977               | AS Cazères               | Montauban FC                 | CLLL Colomiers            |                               |
| 1977-1978               | US Albi                  | Boulogne AC                  | CLLL Colomiers            |                               |
| 1978-1979               | Boulogne AC              | EN Mazère                    | CLLL Colomiers            |                               |
| 1979-1980               | Toulouse FC              | US Estan                     | Toulouse Olympique Mirail |                               |
| 1980-1981               | Tarbes SF                | Blagnac FC                   | AS L'Union                |                               |
| 1981-1982               | Stade Ruthénois          | US Requista                  | Toulouse Olympique Mirail |                               |
| 1982-1983               | UA Fenouillet            | Stade Bagnères-de-Luchon     | Toulouse Olympique Mirail |                               |
| 1983-1984               | US Requista              | Labège FC                    | Toulouse OAC              |                               |
| 1984-1985               | US Luzenac               | Labège FC                    | US Montbazens             |                               |
| 1985-1986               | Stade Ruthénois          | Stade Ruthénois              | AS Montricoux             |                               |
| 1986-1987               | Labège FC                | Cazes Olympique              | AS Albi                   |                               |
| 1987-1988               | Blagnac FC               | Toulouse Fontaines           | Toulouse OAC              |                               |
| 1988-1989               | Tarbes SF                | JS Cugnalaise                | FC Combes                 |                               |
| 1989-1990               | JS Cugnalaise            | US Albi                      | AS Albi                   |                               |
| 1990-1991               | US Saint-Gaudens         | Avenir fonsorbai             | AS Albi                   |                               |
| 1991-1992               | US Albi                  | US Luzenac                   | AS Montricoux             |                               |
| 1992-1993               | FC Lavaur                | Balma SC                     | Montauban FC              | FCF Lioujas                   |
| 1993-1994               | Montauban FC             | AS Auch-Gascogne             | Balma SC                  | Toulouse OAC rés.             |
| 1994-1995               | AS Auch-Gascogne         | Labege FC                    | Rodez AF                  | Toulouse OAC rés.             |
| 1995-1996               | US Albi                  | US Revel                     | US Albi                   | FCF Lioujas                   |
| 1996-1997               | JS Cugnalaise            | ES Onet-le-Château           | Balma SC                  | Toulouse OAC rés.             |
| 1997-1998               | AS Auch-Gascogne         | Carbonne J                   | Toulouse FC rés.          | FCF Lioujas                   |
| 1998-1999               | Balma SC                 | US Castanéenne               | US Revel                  | FCF Lioujas                   |
| 1999-2000               | Toulouse FC rés.         | Rodez AF rés.                | Balma SC                  | Toulouse OAC rés.             |
| 2000-2001               | US Revel                 | US Colomiers                 | Balma SC rés.             | Toulouse OAC rés.             |
| 2001-2002               | ES Onet-le-Château       | Blagnac FC rés.              | SO Mazamet                | Toulouse FC rés.              |
| 2002-2003               | US Revel                 | SO Millavois                 | Cazes Olympique           | AS Muretaine                  |
| 2003-2004               | Labège FC                | FC Lavaur                    | JS Cugnalaise             | Toulouse FC 2e rés.           |
| 2004-2005               | JS Cugnalaise            | Balma SC rés.                | JS Cugnalaise             | ASPTT Albi                    |
| 2005-2006               | Tarbes SF                | Cahors FC                    | AS Muretaine              | Rodez AF                      |
| 2006-2007               | Rodéo FC                 | AS Tournefeuille             | Saint-Alban Omnisports    | AS Muretaine                  |
| 2007-2008               | Saint-Alban Omnisports   | Rodez AF rés.                | Saint-Alban Omnisports    | Toulouse FC 2e rés.           |
| 2008-2009               | JS Cugnalaise            | US Cazères                   | Avenir fonsorbai          | Toulouse FC 2e rés.           |
| 2009-2010               | US Revel                 | FC Lourdais                  | Rodez AF rés.             | AS Muretaine rés.             |
| 2010-2011               | AS Muretaine             | Tarbes PF rés.               | Castres FC                | ES Saint-Simon                |
| 2011-2012               | Auch Football            | Rodéo FC                     | Tarbes PF rés.            | AS Sainte-Christie/Preignan   |
| 2012-2013               | Rodéo FC                 | Entente Golfech-Saint-Paul   | OFC Girou                 | AS Sainte-Christie/Preignan   |
| 2013-2014               | Blagnac FC               | Montauban FC                 | Rodez AF rés.             | Rodez AF rés.                 |
| 2014-2015               | US Castanéenne           | Rodez AF rés.                | FC Lourdais               | AS Portet Carrefour Récébédou |
| 2015-2016               | Rodéo FC                 | Pradines SVDMO               | Toulouse Saint-Jo FC      | AS Muretaine                  |
| 2016-2017               | Blagnac FC               | AS Fleurance La Sauvetat     | Toulouse Métropole FC     | Montauban FC                  |
| 2017-2018               | AS Muret                 |                              |                           | AS Portet Carrefour Récébédou |

Le record du nombre de titres de champion de Midi-Pyrénées est détenu par l'US Cazères avec onze titres à son actif.
Le record du nombre de titre obtenu en Coupe du Midi est détenu conjointement par l'US Cazères, l'US Albi, le Rodez AF et le Balma SC avec quatre victoires chacun.
Chez les féminines, le record du nombre de titres de championne de Midi-Pyrénées est détenu par le Toulouse FC qui a décroché onze titres dont dix sous un autre nom (Toulouse OAC).
| Club                     | Champ. | Coup. |
| ------------------------ | ------ | ----- |
| US Cazères               | 11     | 4     |
| US Revel                 | 10     | 1     |
| SO Mazamet               | 6      | 2     |
| US Albi                  | 4      | 4     |
| JS Cugnalaise            | 4      | 3     |
| Rodez AF                 | 4      | 4     |
| US Saint-Gaudens         | 4      | 3     |
| Toulouse FC              | 4      | 1     |
| AS Muret                 | 4      | 2     |
| Tarbes PF                | 3      | 1     |
| Blagnac FC               | 3      | 1     |
| Auch Football            | 3      | 0     |
| Montauban FC             | 2      | 3     |
| Labège FC                | 2      | 2     |
| US Luzenac               | 2      | 1     |
| Rodéo FC                 | 2      | 0     |
| Balma SC                 | 1      | 4     |
| Castres FC               | 1      | 3     |
| Saint-Alban Omnisports   | 1      | 2     |
| Stade Bagnères-de-Luchon | 1      | 1     |
| Boulogne AC              | 1      | 1     |
| Lafrançaise Football     | 1      | 1     |
| US Requista              | 1      | 1     |
| US Ariègoise             | 1      | 0     |
| US Bastidienne           | 1      | 0     |
| AS Cazères               | 1      | 0     |
| UA Fenouillet            | 1      | 0     |
| FC Lavaur                | 1      | 0     |
| AS Montalbanais          | 1      | 0     |
| ES Onet-le-Château       | 1      | 0     |
| Rodéo FC                 | 1      | 0     |
| FC Saint-Gaudinois       | 1      | 0     |
| US Tarascon              | 1      | 0     |
| US Castanéenne           | 1      | 0     |
| Cazes Olympique          | 0      | 2     |
| Avenir fonsorbai         | 0      | 2     |
| Toulouse Métropole FC    | 0      | 2     |
| AS Espéranc              | 0      | 1     |
| US Estan                 | 0      | 1     |
| RC Cransac               | 0      | 1     |
| EN Mazère                | 0      | 1     |
| Toulouse Fontaines       | 0      | 1     |
| US Toulouse              | 0      | 1     |
| OFC Girou                | 0      | 1     |
| FC Lourdais              | 0      | 1     |

| Club                          | Champ. |
| ----------------------------- | ------ |
| Toulouse FC                   | 11     |
| ES Saint-Simon                | 4      |
| FCF Lioujas                   | 4      |
| AS Muretaine                  | 4      |
| CLLL Colomiers                | 3      |
| AS Albi                       | 3      |
| AS Montricoux                 | 2      |
| Rodez AF                      | 2      |
| AS Sainte-Christie/Preignan   | 2      |
| AS Portet Carrefour Récébédou | 2      |
| AS L'Union                    | 1      |
| US Montbazens                 | 1      |
| FC Combes                     | 1      |
| ASPTT Albi                    | 1      |
| Montauban FC                  | 1      |